# Esplancnologia
A esplancnologia é o estudo dos órgãos viscerais, isto é, os sistemas digestivo, urinário, reprodutor e respiratório.    
O termo deriva do neolatim splanchno-, do grego σπλάγχνα, que significa "vísceras". De forma mais ampla, a esplancnologia inclui todos os componentes do supersistema neuro-imuno-endócrino.   Um órgão (ou víscera) é uma coleção de tecidos unidos em uma unidade estrutural para servir a uma função comum. Em anatomia, uma víscera é um órgão interno e vísceras é a forma plural. Os órgãos são compostos por diferentes tecidos, sendo que um ou mais predominam e determinam sua estrutura e função específicas. Órgãos com funções relacionadas geralmente cooperam entre si, formando sistemas orgânicos completos.
As vísceras são os órgãos moles do corpo. Existem órgãos e sistemas que diferem em sua estrutura e desenvolvimento, mas estão unidos para o desempenho de uma função comum. Esse conjunto funcional de órgãos mistos forma um sistema orgânico. Esses órgãos são sempre compostos por células especiais que sustentam sua função específica. A posição e a função normais de cada órgão visceral devem ser conhecidas antes que a anormalidade possa ser determinada.
Órgãos saudáveis trabalham todos juntos de forma coesa, e compreender melhor como isso funciona ajuda a manter um estilo de vida saudável. Algumas funções não podem ser desempenhadas apenas por um órgão. É por isso que os órgãos formam sistemas complexos. O sistema de órgãos é um conjunto de órgãos homogêneos, que possuem um plano comum de estrutura, função e desenvolvimento, e que estão conectados entre si anatomicamente, comunicando-se através do supersistema neuro-imuno-endócrino.